# Wrijving

Vectorvoorstelling van de schuifkracht op een blok die ontstaat omdat er een trekkracht op werkt en er schuifweerstand optreedt. De normaalkracht en zwaartekracht zijn ook aangeduid.

Wrijving is, in de mechanica, de weerstand die optreedt wanneer twee oppervlakken langs elkaar schuiven, terwijl ze tegen elkaar aan gedrukt worden. Wrijving kan leiden tot vormverandering en warmteproductie. Wrijving kan overwonnen worden door een kracht. De tegenkracht is de schuifkracht tussen de twee oppervlakken.
De schuifkracht leidt zoals elke kracht tot een "versnelling". Omdat de schuifkracht altijd in tegengestelde richting van de beweging werkt, leidt wrijving altijd tot "negatieve versnelling" ofwel: vertraging. Een bewegend voorwerp, dat alléén wrijving en verder geen andere krachten ondervindt, gaat dus steeds langzamer bewegen tot het stil staat.

## Grootte van maximale schuifkracht
Een blok steunt op de ondergrond, aan dat blok wordt getrokken zodat het een snelheid v krijgt ten opzichte van die ondergrond. In dit eenvoudigste model voor wrijving is de grootte van de maximale schuifkracht evenredig met de kracht waarmee de oppervlakken tegen elkaar worden gedrukt (de normaalkracht); de evenredigheidsconstante noemt men de wrijvingscoëfficiënt van het grensvlak. In formulevorm:
{\displaystyle F_{s}=\mu _{w}F_{n}},
met
- {\displaystyle F_{s}}: de schuifkracht.
- {\displaystyle F_{n}}: de kracht loodrecht op het oppervlak (de normaalkracht).
- {\displaystyle \mu _{w}}: de wrijvingscoëfficiënt.

De wrijvingscoëfficiënt is een (dimensieloos) getal dat de mate van wrijving tussen twee lichamen aangeeft.
De schuifkracht is meestal tegengesteld gericht aan de verplaatsingsrichting. Als, bijvoorbeeld, een stoel naar rechts wordt geschoven oefent de vloer op de stoel een kracht naar links uit. Deze richtingsafhankelijkheid kan op de volgende manier formeel beschreven worden:
{\displaystyle {\vec {F_{s}}}=-{\frac {\vec {v}}{|v|}}\mu _{w}F_{n}},
met
- {\displaystyle v}: relatieve snelheid tussen beide oppervlakken;
- {\displaystyle F_{s}}: de schuifkracht;
- {\displaystyle F_{n}}: de normaalkracht;
- {\displaystyle \mu _{w}}: de wrijvingscoëfficiënt.

De kracht die kan worden uitgeoefend zodat het blok in evenwicht blijft is echter groter, namelijk {\displaystyle \mu _{s}F_{n}}. Waarbij {\displaystyle \mu _{s}} (de statische wrijvingscoëfficiënt)  groter is dan {\displaystyle \mu _{w}}.
Coulombwrijving (ook wel droge wrijving genoemd) is het eenvoudigste, maar zeker niet het enige wrijvingsmodel. Viskeuze wrijving (of natte wrijving) brengt expliciet de snelheidsafhankelijkheid (en niet alleen de richtingsafhankelijkheid) in rekening.

## Soorten wrijving
De wrijvingscoëfficiënt hangt af van het soort wrijving. Er zijn in zijn algemeenheid drie soorten:
- Statische wrijving treedt op als de voorwerpen niet bewegen ten opzichte van elkaar. Dit wordt gewoonlijk aangeduid met het symbool {\displaystyle \mu _{s}}.  De kracht die nodig is om een voorwerp in beweging te brengen wordt gewoonlijk bepaald door de statische wrijving. De maximale statische schuifkracht is gelijk aan  {\displaystyle \mu _{s}} maal de normaalkracht.
- Dynamische wrijving of kinetische wrijving, ook wel glijdende wrijving genoemd, treedt op als twee voorwerpen ten opzichte van elkaar bewegen en tegen elkaar aan wrijven. Dit wordt gewoonlijk aangeduid met het symbool {\displaystyle \mu _{k}}. Deze wrijving is gewoonlijk kleiner dan de statische wrijving.
- Stick slip is het "stuiterend" effect dat optreedt wanneer de wrijving het bewegende object eventjes tegenhoudt (stick) en dan weer laat schieten (slip); dit effect kan zich met hoge frequentie herhalen. Een voorbeeld hiervan is het bewegen van een strijkstok over een snaar om geluid voort te brengen. Stick slip is lastig onder controle te houden in machines: het versnelt slijtage en veroorzaakt trillingen.
- Viskeuze wrijving treedt op in een vloeistoflaagje als de vloeistof beweegt. Bij de meeste vloeistoffen is de schuifkracht hier evenredig met de snelheidsgradiënt in de vloeistof. Daardoor treedt bij viskeuze smering (smering door middel van een vloeistoflaagje tussen de bewegende delen) geen schokje op bij het begin van de beweging (zoals bij statische wrijving).

De wrijvingscoëfficiënt moet experimenteel (door metingen) bepaald worden, hij kan niet worden berekend. De experimentele bepaling is meestal zeer onnauwkeurig, ook omdat de wrijvingscoëfficiënt van veel veranderlijke omgevingsfactoren afhangt (vochtigheid, vuil, enz..) Om de wrijvingscoëfficiënt experimenteel te bepalen, kan gebruikgemaakt worden van een hellend vlak. Het hellend vlak is gemaakt van het materiaal in combinatie met het materiaal van een voorwerp waartussen men de wrijvingscoëfficiënt wil bepalen. Men brengt het vlak langzaam onder helling en op het moment dat het voorwerp begint te schuiven meet men de hellingshoek. De tangens van de hoek (dus de hellingsgraad) is dan de wrijvingscoëfficiënt.

## Voorbeelden van wrijving
Wrijving kan optreden met vaste stoffen, gassen, vloeistoffen en combinaties daarvan. Zie ook aerodynamica en hydrodynamica. Een meteoriet die de dampkring binnentreedt, ervaart wrijving door de lucht tegen het oppervlak van de meteoriet.
Een beroemd experiment bestaat uit twee telefoonboeken die door bladzijden om en om in elkaar te leggen in elkaar zijn gevlochten. De kracht die nodig is om ze weer uit elkaar te trekken, wordt versterkt doordat de bladzijden een hoek moeten maken om in elkaar te passen. Deze hoek zorgt voor versterking van de weerstand als eraan wordt getrokken, de trekkracht zorgt dat de bladzijden tegen elkaar worden geduwd. Hoe harder wordt getrokken, hoe harder ook de bladzijden tegen elkaar worden geduwd en hoe groter de wrijving. Uiteindelijk zijn de telefoonboeken alleen met bijzonder sterke kracht uit elkaar te trekken, met mensenhanden lukt dat niet.

## Fysische gevolgen van wrijving

### Polijsten en slijtage
Wrijving kan een vormverandering tot gevolg hebben. Als dit gewenst is, wordt het polijsten genoemd. Als het ongewenst is, is er sprake van slijtage, waardoor de afmetingen van het voorwerp niet langer zouden kunnen voldoen aan de tolerantie.
Een andere vorm van het gebruik van wrijving is bruneren. Deze bewerking wordt uitgevoerd met een gepolijst gereedschap dat met druk over het te bewerken oppervlak wordt bewogen. De oneffenheden worden op deze manier glad gemaakt. Het resultaat is een glad oppervlak.

### Warmte
De energie die verbruikt wordt om wrijving te overwinnen produceert warmte. De bewegingsenergie wordt omgezet in vervorming en warmte waardoor de eigenschappen van het materiaal veranderen en daarmee ook de wrijvingscoëfficiënt zelf. Als gevolg van wrijving kunnen vaste stoffen gaan smelten. Dit vindt een toepassing in het wrijvingslassen.

## Toepassing van wrijving
Wrijving wordt gebruikt om voorwerpen op hun plaats te houden, ook al wordt er een uitwendige kracht op uitgeoefend. Een voorbeeld hiervan is de antislipmat. Zonder statische wrijving zou er ook geen beweging kunnen zijn. Bij het lopen zorgt de statische wrijving ervoor dat de voet zich kan afzetten tegen de vloer.
Een andere belangrijke toepassing van wrijving vinden we in remsystemen.
Enkele oude methoden om vuur te maken, zijn gebaseerd op de hitte die door wrijving ontstaat, bijvoorbeeld door een stokje snel rond te draaien in een licht ontbrandbare stof.

## Beperking van wrijving

### Smering
Een veelgebruikte methode om wrijving te beperken is het toepassen van een smeermiddel tussen de beide oppervlakken. De wetenschap van wrijving en smering heet tribologie. Een recent ontdekt verschijnsel is supersmering. Dit is de totale afwezigheid van wrijving tussen schuivende objecten, dat is waargenomen bij grafiet.
Smeermiddelen hoeven niet beslist dunne turbulent stromende vloeistoffen te zijn; akoestische smering treedt op als door middel van geluidstrillingen een smalle spleet wordt gecreëerd tussen de glijvlakken. Het beroemdste voorbeeld hiervan wordt gevormd door pantservoertuigen uit de Tweede Wereldoorlog die werden gesmeerd door hun eigen geknars.

### Lagers
Bij rollagers wordt de kinetische wrijving vervangen door rolweerstand. Zie ook glijlager.